# Locquignol
Locquignol é uma comuna francesa na região administrativa de Altos da França, no departamento do Norte. Estende-se por uma área de 97.55 km². Em 2010 a comuna tinha 358 habitantes (densidade: 3,7 hab./km²).